# Jeffrey Dahmer
Jeffrey Lionel Dahmer (sinh ngày 21 tháng 5 năm 1960, mất ngày 28 tháng 11 năm 1994), còn được biết đến là Kẻ ăn thịt người vùng Milwaukee, anh ta là kẻ giết người hàng loạt và tội phạm tình dục, với những tội danh hiếp dâm, giết người và phân xác của 17 đàn ông và trẻ vị thành niên trong khoảng thời gian từ năm 1978 đến năm 1991. Trong đó, rất nhiều vụ án có liên quan đến ái tử thi, ăn thịt người và cả chiếm giữ một số bộ phận cơ thể, đặc biệt là xương người.
Jeffrey được chẩn đoán rối loạn nhân cách ranh giới bởi các nhà thần kinh học cũng như bác sĩ tâm lý trong chuyên ngành tội phạm. Tuy nhiên, thẩm phán đã công nhận anh ta hoàn toàn tỉnh táo về mặt pháp lý trong suốt quá trình xét xử.
Là hung thủ của 15 trong tổng số 16 vụ án tại bang Wisconsin, Jeffrey Dahmer bị kết án tù chung thân vào ngày 15 tháng 2 năm 1992. Sau đó, anh ta lĩnh thêm bản án thứ 16 sau khi bị kết án là hung thủ của vụ giết người ở bang Ohio vào năm 1978. Ngày 28 tháng 11 năm 1994, Jeffrey bị đánh tới chết bởi Christopher Scarver, một tù nhân khác tại Trại cải tạo Columbia, nơi cả hai đang cùng thụ án.

## Động cơ
Động cơ chính của Jeffrey là sự thoả mãn của chính bản thân mà không cần phải đáp ứng nhu cầu của bạn tình. Vì thế, anh ta không coi những nạn nhân của mình là con người, mà là những vật thể để mình thoả mãn thú tính. Sự thèm muốn được chiếm hữu này đã tăng dần cùng sự khoái lạc tình dục của Jeffrey. anh ta không có thù ghét gì với các nạn nhân của mình mà ngược lại, Jeffrey càng thích ai, anh ta sẽ càng muốn dành thời gian bên họ lâu hơn, và họ sẽ phải chịu những hành động kinh khủng nhất của anh ta. Jeffrey giữ một số bộ phận của nạn nhân như: hộp sọ, thủ cấp, bàn tay, các phần cơ bắp tay, cơ đùi và tim của họ. Bằng cách ăn thịt nạn nhân, Jeffrey có thể đảm bảo rằng họ sẽ "là một phần vĩnh viễn trong cơ thể" mình. Ngoài ra, anh ta còn lưu giữ rất nhiều những tấm hình của nạn nhân lúc còn sống hoặc sau khi bị chuốc mê, trong khi và sau khi bị mổ và phân xác với mục đích để "gợi nhớ về vẻ đẹp thể xác của họ" cũng như phục vụ trong sở thích tình dục bệnh hoạn của mình.

## Cuộc sống đầu đời

### Thời thơ ấu
Jeffrey sinh ngày 21 tháng 05 năm 1960 tại thành phố Milwaukee, bang Wisconsin, Mỹ trong một gia đình thuộc tầng lớp trung lưu. Anh ta là con cả trong số 2 người con của Joyce Anette, một chuyên viên chỉ dẫn điện báo và Lionel Herbert Dahmer, một sinh viên ngành Hoá học của Đại học Marquette. Cha Jeffrey, ông Lionel có dòng dõi là người Đức và người xứ Wales còn mẹ anh ta mang dòng máu Na Uy và Ai-len.
Có người cho rằng từ khi còn bé, Jeffrey không có được sự quan tâm từ cha mẹ của mình. Nhiều nguồn khác thì nói anh ta được nuôi dưỡng và yêu thương từ hồi nhỏ đến lúc lớn mặc dù mẹ của Jeffrey là một người căng thẳng, luôn muốn có được sự quan tâm và chú ý và thường lớn tiếng với chồng cũng như hàng xóm.
Khi Jeffrey vào lớp 1, mẹ anh ta phải nằm liệt giường để phục hồi bệnh tật. Cha Jeffrey, ông Lionel phải vùi đầu vào đèn sách và công việc, hiếm khi ở nhà. Bà Joyce – bị mắc chứng rối loạn dạng cơ thể và trầm cảm, luôn cần sự quan tâm và chăm sóc liên tục của Lionel khi ông ở nhà. Bà liên tục trở nên lo âu chỉ với những biểu hiện dù là rất nhỏ, cốt để có được sự chú ý của chồng. Kết quả là hai người hiếm khi dành thời gian cho Jeffrey.
Jeffrey luôn là một đứa trẻ "vui vẻ và năng động" cho đến khi một cuộc phẫu thuật thoát vị bẹn năm anh ta lên 4 tuổi đã khiến Jeffrey trở nên lầm lì, ít nói một cách rõ rệt. Jeffrey nhớ lại sự căng thẳng tột độ và những trận cãi vã nảy lửa giữa cha và mẹ mình khi còn bé. Ở trường, Jeffrey rất ít nói và nhút nhát. Một giáo viên nhận thấy Jeffrey có vẻ bị bỏ rơi vì bệnh tình của mẹ. Tuy nhiên, anh ta cũng có một vài người bạn để chơi cùng.
Jeffrey có một niềm yêu thích với xác chết động vật ở một độ tuổi còn nhỏ. Anh ta thường bắt các loài côn trùng lớn như chuồn chuồn và bướm để bỏ vào lọ. Sau này, Jeffrey nhặt các động vật bị xe cán chết bên vệ đường rồi dẫn theo một hoặc vài người bạn để đi cùng và sau đó phân xác những con vật này trong một khu rừng gần nhà. Theo một người bạn của Jeffrey, anh ta thường cất giữ các bộ phận này trong những chiếc lọ và để trong kho chứa đồ nghề và giải thích rằng mình cảm thấy tò mò muốn biết "chúng được lắp lại với nhau như thế nào".
Một lần, Jeffrey phân xác một con chó đã bị cán chết rồi sau đó đóng đinh thân nó lên cây, còn đầu thì cắm trên một cái gậy cạnh cây thánh giá gỗ trong khu rừng sau nhà. Sở thích quái đản này của anh ta có thể đã bắt đầu từ năm y lên 4 tuổi. Khi thấy cha mình đang thu nhặt những chiếc xương dưới nhà, Jeffrey đã trở nên "háo hức một cách kỳ quặc" bởi âm thanh va vào nhau của chúng. Nhiều lúc anh ta trở nên lơ đễnh chỉ vì những chiếc xương, thi thoảng còn tìm thêm để chơi và mổ xẻ các động vật sống để xác định vị trí của chúng.
Tháng 10 năm 1966, gia đình anh ta chuyển đến Doylestown, bang Ohio. Cuối năm đó, bà Joyce sinh cậu con trai thứ hai. Để khiến Jeffrey cảm thấy gần gũi hơn với gia đình, cha mẹ để anh ta đặt tên người em trai và Jeffrey đã chọn cái tên David cho đứa bé. Cũng trong năm đó, ông Lionel lấy được bằng và bắt đầu làm tiến sĩ phân tích hóa học tại khu vực Akron kế bên.
Năm 1968, gia đình Jeffrey chuyển đến Bathtownship, Ohio. Trong một bữa ăn tối, y hỏi bố về hiện tượng gì sẽ xảy ra nếu đặt xương gà vào thuốc tẩy. Ông Lionel, hài lòng bởi câu hỏi của con trai, đã chỉ dẫn con cách tẩy và bảo quản xương an toàn. Jeffrey đã áp dụng kỹ thuật này trong việc thu thập xương.

### Tuổi vị thành niên và những năm trung học

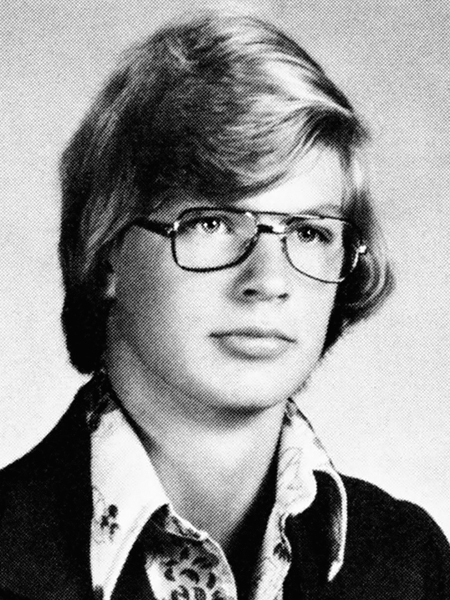
Jeffrey Dahmer năm 17 tuổi (1978)

Trong những năm đầu tiên tại trường Trung học Revere, Jeffrey như một kẻ bị ruồng bỏ. Ở tuổi 14, anh ta bắt đầu uống bia và các loại rượu nặng ở trường. Khi được hỏi đó là gì, anh ta trả lời rằng đó là "thuốc". Mặc dù ít giao tiếp, giáo viên và các nhân viên trong trường đều nói Jeffrey là một người lịch sự trong thời gian theo học tại đây. Anh ta cũng được đánh giá là một học sinh sáng dạ nhưng điểm học không vượt trội. Jeffrey yêu thích môn thể thao tennis và từng chơi trong ban nhạc của trường một thời gian ngắn.
Trong giai đoạn dậy thì, Jeffrey phát hiện rằng mình là người đồng tính sau khi hôn nhau với một cậu bạn nhà đối diện nhưng không bao giờ kể với cha mẹ về điều này. Jeffrey từng có bạn trai trong những năm đầu của tuổi mới lớn tuy mối tình không kéo dài lâu. Theo những lời khai sau này, Jeffrey luôn mộng tưởng về việc sở hữu và điều khiên một người tình hoàn toàn thụ động. Những ảo vọng này dần đan cài với mổ xẻ. Khi anh ta chuẩn bị bước vào tuổi 16, Jeffrey lên ý tưởng về việc đến việc đánh ngất một người hay chạy bộ qua con đường gần nhà anh ta, và sau đó là lạm dụng tình dục với cơ thể anh ta. Để thực hiện điều này, một lần, anh ta núp trong một bụi cây, thủ sẵn một chiếc gậy bóng chày nhưng kế hoạch thất bại. Jeffrey kể lại, đó là lần đầu tiên anh ta có định tấn công người.
Mặc dù là một kẻ lập dị và cô đơn ở trường, anh ta thường hay pha trò trước lớp cũng như dàn dựng những trò chơi khăm như: giả vờ co giật, dị ứng hoặc đột quỵ tại trường hay các cửa hàng trong thị trấn.
Năm 1977, điểm số của Jeffrey tụt dốc. Cha mẹ anh ta thuê một gia sư cho con nhưng không hiệu quả. Đồng thời, giữa ông Lionel và và bà Joyce liên tục to tiếng với nhau. Sau một chuỗi những đổ bể, để cứu lấy cuộc hôn nhân đang trên bờ vực tan vỡ, cha mẹ Jeffrey đã tham gia các phiên cố vấn của luật sư nhưng vẫn không có tiến triển. Tháng 9 năm đó, ông Lionel phát hiện vợ mình đang ngoại tình, cả hai quyết định ly hôn và nói với con mình rằng hai người làm vậy trong sự hòa thuận. Đầu năm 1978, ông Lionel dọn ra ngoài rồi chuyển đến sống tại một nhà nghỉ dưới phố.
Mùa xuân năm đó, bà Joyce và cậu con trai út, David chuyển đến sống với họ hàng. Vài tháng trước khi tốt nghiệp, một giáo viên bắt gặp Jeffrey đang uống bia tại khu vực đỗ xe của trường. Khi bị thầy giáo đe doạ rằng sẽ báo cáo vấn đề này lên ban giám hiệu nhà trường, anh ta viện cớ rằng mình đang mắc phải "rất nhiều vấn đề ở nhà" và đã tham khảo với cố vấn học tập của trường về chuyện này. Tháng 5 năm 1978, Jeffrey tốt nghiệp trung học. Cuộc hôn nhân của ông bà Dahmer cuối cùng cũng chấm dứt hai tháng sau đó. Bà Joyce giành quyền nuôi David và một khoản tiền trợ cấp. Jeffrey vừa tròn 18 tuổi.

## Án mạng đầu tiên
Jeffrey sống một mình khi mẹ cùng em trai anh ta chuyển đến sống tại thành phố Chippewa Falls, bang Wisconsin còn cha thì ở tạm trong một nhà nghỉ dưới phố. Ba tuần sau lễ tốt nghiệp, Jeffrey gây ra vụ án mạng đầu tiên.
Ngày 18 tháng 6 năm 1978, y chở Steven Mark Hicks, gần 19 tuổi, về nhà. Steven đang trên đường quá giang đến một buổi hoà nhạc rock ở Chippewa Lake Park. Tuy vậy, cậu lại theo Jeffrey về nhà y uống rượu và nghe nhạc. Sau vài tiếng đồng hồ, Steven "muốn rời đi nhưng Jeffrey muốn cậu ta ở lại".
Giữa Jeffrey và Steven đã xảy ra một cuộc xô xát khi cậu đang tiến đến cánh cửa ra về. Đáp lại điều này, Jeffrey đã nện một quả tạ 4,5 kg (10 lb) vào phía sau đầu Steven hai lần khiến cậu bất tỉnh. Sau đó y siết cổ Steven đến chết bằng thanh cầm của cái tạ. Jeffrey lột trần cơ thể Steven và thủ dâm khi đứng cạnh xác chết của cậu. Hôm sau, y kéo cái xác của Steven xuống tầng hầm trước khi tiến hành mổ xẻ thi thể. Jeffrey sau đó đã chôn phần di hài của Steven trong một cái huyệt nông. Phần thi thể này lại được Jeffrey đào lên trong vài tuần, y róc thịt khỏi phần xương và tiêu huỷ bằng axit, sau đó đổ phần dung dịch này xuống bồn cầu. Y gói ruột và nội tạng Steven vào những chiếc túi bóng đen. Trên đường đem đến bãi rác để phi tang, Jeffrey bị một viên cảnh sát yêu cầu dừng xe vì y đã lái xe quá làn. Khi viên cảnh sát hỏi về những chiếc túi bóng đen ở ghế sau, Jeffrey bình tĩnh trả lời rằng chúng là những túi rác mà y đang trên đường mang đi vứt. Cảnh sát để y đi cùng một chiếc vé phạt. Jeffrey sau đó đã gói xương vào một cái túi, dùng búa đập nát và rải xung quanh khu rừng sau nhà. Phần xương còn nguyên vẹn, bao gồm một số răng hàm và đốt sống sau này đã hỗ trợ cảnh sát trong việc nhận dạng nạn nhân.

## Đại học, tham gia Quân đội và cuộc sống tại West Allis

### Nhập học tại Đại học bang Ohio
Hơn một tháng sau vụ án mạng của Steven, cha của Jeffrey cùng bạn gái mới trở về nhà và phát hiện con trai ông đang sống một mình. Tháng 8 cùng năm, Jeffrey nhập học tại Đại học bang Ohio (OSU) với nguyện vọng theo học chuyên ngành kinh doanh. Kì đầu tiên của y tại OSU hoàn toàn không hiệu quả, nguyên nhân chính là do sự lạm dụng rượu bia trong suốt học kỳ đầu. Điểm học các môn Nhân loại học, Văn hoá hạng ưu và Khoa học dân sự của Jeffrey đều kém. Bộ môn duy nhất mà y đạt điểm B - là Bắn súng trường. GPA bình quân của Jeffrey thấp, chỉ đạt mức 0.45/4.0 mặc dù là một người thông minh. Trong một dịp, ông Lionel có chuyến thăm bất ngờ với con nhưng khi đến phòng của Jeffrey, ông chỉ thấy những chai rượu rỗng nằm rải rác trong phòng. Mặc dù đã trả trước cho học kỳ hai, y bỏ học tại OSU chỉ sau ba tháng.

### Tham gia phục vụ trong Quân đội
Tháng 1 năm 1979, nghe theo lời của cha, Jeffrey tham gia phục vụ cho Lục quân Hoa Kỳ. Tại đây, y nhận chức chuyên viên y tế tại điểm phòng ngự ở Sam Houston, San Antonio, bang Texas. Ngày 13 tháng 7 năm 1979, Jeffrey đóng quân tại thị trấn Baumholder, Tây Đức. Y làm lính cứu thương chiến đấu tại Tiểu đoàn số 2, Trung đoàn Pháo binh số 68, Sư đoàn Bộ binh số 8. Theo như các bản báo cáo được xuất bản, y "là một người lính ở hoặc trên mức trung bình"
Hai người lính làm chứng rằng họ đã bị Jeffrey hãm hiếp khi còn ở trong Quân đội. Năm 2010, một người đã nói Jeffrey liên tiếp lạm dụng anh trong suốt thời kỳ 17 tháng đóng quân tại Baumholder. Một người khác tin rằng Jeffrey đã chuốc mê rồi hãm hiếp mình trong một chiếc thiết giáp vào năm 1979. Lại do lạm dụng rượu bia, việc thi hành lệnh của Jeffrey trong Quân đội ngày càng giảm sút. Y giải ngũ tháng 3 năm 1981.
Vào ngày 28, Jeffrey được đưa về điểm phòng ngự Jackson, Nam Carolina để phỏng vấn và y được phát một chiếc vé máy bay để di chuyển giữa các khu vực trong nước. Trong lời khai với cảnh sát, y nói rằng mình không thể nhìn mặt cha nên đã chọn bay đến Miami, Florida vừa để tránh "cái rét" vừa để tự kiếm sống cho bản thân. Tại Florida, y làm tại một tiệm thức ăn và trọ tại một nhà nghỉ gần đó. Jeffrey nướng sạch tiền vào men rượu và sau đó bị đuổi khỏi nhà nghỉ vì không trả tiền thuê. Y tiếp tục qua đêm trên những bãi biển mặc cho vài lần bị tấn công trong khi vẫn làm việc tại cửa hàng này. Cuối năm, y gọi cho cha với ý định quay trở về Ohio.

### Trở về Ohio và chuyển đến sống tại West Allis, Wisconsin
Trở về nhà, Jeffrey sống cùng với cha và mẹ kế. Trong khi tìm kiếm việc làm, y liên tục làm các công việc lặt vặt vào thời gian rảnh và vẫn tiếp tục uống rất nhiều rượu. Một lần, Jeffrey bị bắt giữ và phạt 60 đô-la cộng thêm 10 ngày tù giam bởi hành vi say xỉn và rối loạn trật tự xã hội. Để dứt con mình khỏi ma men đồng thời cho y vào nề nếp, ông Lionel và vợ kế, Shari, đã gửi Jeffrey đến nhà bà nội ở West Allis, Wisconsin.
Ở với bà, Jeffrey biểu lộ sự thay đổi: Y thường cùng bà đến nhà thờ; giúp việc nhà; chủ động tìm việc làm và tuân thủ những nội quy mà bà y đặt ra. Mặc dù vẫn tiếp tục uống rượu và hút thuốc, cuộc sống với bà nội đã đem lại một sự khả quan cho cuộc đời y. Đầu năm 1982, Jeffrey làm nhân viên trích máu tĩnh mạch tại Trung tâm Huyết thanh Milwaukee. Vào ngày 7 tháng 8, y bị bắt vì khoả thân trước một đám người gồm 25 phụ nữ và trẻ em tại một hội chợ. Hành vi này khiến Jeffrey phải nộp phạt 50 đô-la cộng thêm cả phí hầu toà. Sau 10 tháng làm tại Trung tâm Huyết thanh Milwaukee, y xin thôi việc và thất nghiệp hơn hai năm sau đó.
Tháng 1 năm 1985, Jeffrey làm công nhân pha chế tại Nhà máy Sô-cô-la Ambrosia, Milwaukee. Y làm ca đêm từ 11 giờ đến 7 giờ sáng, sáu ngày trong tuần và được nghỉ tối thứ 7. Các công nhân ở đây nhận xét y là một người trầm tính và hay ở một mình. Một lần, khi đang đọc sách tại Thư viện Công cộng West Allis, một người đàn ông đã ném một mẩu giấy cho Jeffrey, gạ gẫm việc liếm dương vật cho y. Jeffrey không phản hồi lại việc này, tuy nhiên, mẩu giấy đã làm khuấy động tâm trí y, gợi y nhớ về sự kiểm soát và sở hữu y từng thèm muốn khi còn là một thiếu niên. Jeffrey bắt đầu ra vào các quán bar, nhà tắm công cộng cho người đồng tính và các hiệu sách người lớn. Y cũng từng ăn cắp một con ma nơ canh tại một trung tâm thương mại với mục đích kích thích tình dục, bà y đã phát hiện ra điều này và yêu cầu y vứt bỏ nó.
Cuối năm 1985, Jeffrey bắt đầu thường xuyên đến  nhà tắm công cộng mà sau này nhớ lại, y gọi là "những nơi thoải mái". Tuy nhiên, Jeffrey cảm thấy khó chịu khi bạn tình liên tục di chuyển khi quan hệ. Vậy nên, trước khi đi, y mang thuốc an thần, đưa các nạn nhân đồ uống đã pha thuốc ngủ và sau đó hiếp dâm cơ thể bất tỉnh của họ. Sau vụ một nạn nhân của y phải nhập viện do quá liều, chủ nhà tắm đã cấm Jeffrey đến đây. Y bắt đầu sử dụng khách sạn để tiếp tục hành vi này.
Sau khi y bị đuổi khỏi nhà tắm không lâu, Jeffrey đọc được tờ báo địa phương và biết được có một đám tang của một thanh niên 18 tuổi sắp diễn ra trong thành phố. Y nảy sinh ý định đào mộ, trộm xác cậu đưa về nhà. Tuy nhiên, lớp đất quá cứng khiến y không thể đào được chiếc quan tài và kế hoạch bị bỏ dở.
Tháng 8 năm 1986, Jeffrey bị bắt giữ vì đã thủ dâm trước hai cậu bé 12 tuổi khi đang đứng gần con sông Kinnickinnic. Y nhận lời cáo buộc và một lần nữa bị kết tội phô dâm. Song, y thay đổi câu chuyện, nói rằng mình chỉ đang tiểu tiện, không để ý rằng có người ở đó. Jeffrey sau đó bị buộc tội mất trật tự xã hội. Ngày 10 tháng 3 năm 1987, y bị tuyên án một năm tù treo.

## Chuỗi những án mạng từ năm 1987-1989

### Cái chết của Steven Tuomi
Ngày 20 tháng 11 năm 1987, trong khi vẫn đang ở cùng bà tại West Allis, Jeffrey gặp một chàng trai tên Steven Tuomi và gạ gẫm anh cùng đến khách sạn Ambassador. Y đưa Steven đồ uống có pha thuốc ngủ và hãm hiếp anh. Mặc dù Jeffrey không có ý định giết người, tuy nhiên, sáng hôm sau, khi tỉnh dậy, Steven đã chết. Ngực của anh bị lõm vào, tím bầm và có máu rỉ ra từ miệng. Phần nắm tay và cẳng tay của Jeffrey cũng bị bầm. Y biết mình đã giết Steven song không hề có chút kí ức nào về việc đó. Khi ra hầu toà, thẩm phán không cáo buộc y với vụ án giết người này.
Để thủ tiêu xác của Steven, Jeffrey treo chiếc biển "Không làm phiền" trước cửa phòng và đi đến một trung tâm thương mại gần đó. Y mua một chiếc va li thật lớn và nhét xác của Steven vào trước khi nó bước vào giai đoạn co cứng tử thi. Về đến nhà, Jeffrey để chiếc va li dưới tầng hầm trong một tuần. Sau đó, y cưa đầu, chân và tay Steven ra khỏi thân, lọc những tảng thịt ra khỏi xương và thái thành những miếng nhỏ hơn. Phần thịt này sau đó đã được y để trong túi bóng đen. Jeffrey bọc xương của Steven trong một cái ga giường và dùng búa nghiền vụn. Toàn bộ quá trình này kéo dài trong 2 tiếng và di hài của Steven–trừ chiếc đầu–đều được Jeffrey vứt bỏ trong thùng rác.
Jeffrey bọc đầu của Steven trong một cái chăn. Sau hai tuần, y hầm đầu anh trong một hỗn hợp gồm Soilex (một chất tẩy rửa công nghiệp có thành phần chính là kiềm) và thuốc tẩy với ý định giữ lại hộp sọ, phục vụ cho thú tính quái đản của y. Tuy nhiên, quá trình này khiến cho phần xương sọ trở nên dễ vỡ nên Jeffrey đã nghiền vụn và tiêu huỷ hoàn toàn.
Sau vụ án của Steven Tuomi, Jeffrey chủ động tìm thêm nạn nhân. Hầu hết các nạn nhân đều gặp hoặc quen y tại các quán bar và đều bị dụ dỗ đến nhà bà nội của y. Ở đây, Jeffrey chuốc thuốc nạn nhân trước hoặc sau khi quan hệ tình dục với họ. Sau khi nạn nhân bất tỉnh, y giết bằng cách bóp nghẹt họ.

### Án mạng của James Doxator
Khoảng hai tháng sau cái chết của Steven, Jeffrey gặp một cậu trai bao người Mỹ bản địa tên James Doxator. Để tiếp cận cậu này, y hứa sẽ trả 50 đô-la để chụp hình khoả thân của cậu. Về đến nhà, Jeffrey đánh thuốc cậu bé sau khi cả hai quan hệ tình dục. Y giết James theo cách thức như của Steven và cuối cùng là giữ lại sọ của cậu trước khi đem đi nghiền vụn.

### Án mạng của Richard Gurrero
Vào ngày 24 tháng 3 năm 1988, Jeffrey bắt gặp nạn nhân thứ ba có tên Richard Gurrero bên ngoài một quán bar. Như hai lần trước, y đưa Richard về nhà bà và hứa sẽ trả 50 đô-la để dành một đêm với y. Tương tự, Richard bị tẩm thuốc mê và bị siết cổ với một chiếc đai lưng bằng da. Jeffrey sau đó đã quan hệ tình dục bằng miệng với xác của anh. Y xẻ xác Richard trong vòng 24 giờ và tiêu huỷ xác của anh như hai nạn nhân trước đó.

### Nạn nhân đầu tiên thoát chết
Ngày 24 tháng 7, Jeffrey gặp Ronald Flowers khi thấy anh đang gặp vấn đề với chiếc xe của mình. Y yêu cầu được giúp đỡ Ronald mặc dù luôn lảng tránh ánh nhìn của anh, Ronald đồng ý và đi theo y về nhà. Tại đây, Jeffrey đưa Ronald một chai rượu nhưng anh từ chối vì chỉ cần giúp sửa xe. Hai người sau đó đã uống cà phê mà theo như Ronald kể lại, Jeffrey "nhìn tôi [uống] chằm chằm như thể đang chờ đợi một điều gì đó xảy ra vậy". Khi Ronald đang mê man, cả anh và Jeffrey đều nghe thấy tiếng bà nội y gọi. Mặc dù Jeffrey đáp rằng y đang ở một mình, bà y có thấy y đã dẫn một ai đó về nhà. Chính vì thế, y tha mạng cho Ronald, thay vào đó là cướp tiền và hãm hiếp anh rồi gọi xe cấp cứu.
Tháng 9 năm ấy, bà Jeffrey yêu cầu y chuyển ra khỏi nhà vì thói quen dẫn người lạ về nhà mỗi đêm cùng mùi hôi thối bốc ra từ tầng hầm và ga ra. Y tìm thấy căn hộ một phòng ngủ tại phố North 25th và chuyển đến sinh sống vào ngày 25 tháng 9. Ngày hôm sau, y dẫn Anouke Sinthasomphone 13 tuổi, người Lào về nhà với lý do để chụp ảnh khoả thân. Jeffrey bị bắt vì đã tẩm thuốc và sàm sỡ Anouke. Khi bị chuốc thuốc, cậu không bất tỉnh ngay mà đã về nhà và gia đình đã đưa đi cấp cứu. Tháng 1 năm sau, y bị kết án tấn công tình dục cấp độ 2 và rủ rê trẻ vị thành niên vào những hành vi trái đạo đức. Phiên xét xử đã bị hoãn lại cho đến tháng 5. Ngày 20 tháng 3 năm 1989, Jeffrey được nghỉ phép 10 ngày trong Lễ Phục Sinh, y trở về nhà bà nội trong kỳ nghỉ này.

### Nạn nhân cuối cùng của năm 1989
Năm ngày sau, Jeffrey gặp nạn nhân thứ năm, Anothony Sears 24 tuổi bên ngoài một quán bar dưới phố. Anthony là người đa chủng tộc và là một người mẫu trẻ đầy tham vọng. Theo Jeffrey, y không có ý định giết người nhưng khi gần đến giờ đóng cửa, Anothy đã đến và bắt chuyện với y. Trở về nhà bà, cả hai đã quan hệ tình dục bằng miệng, Jeffrey tẩm thuốc và siết cổ Anthony tới chết.
Sáng hôm sau, y chặt xác Anthony trong bồn tắm và thử lột da anh. Jeffrey sau đó róc thịt và đập nhỏ xương, vứt trong thùng rác. Theo lời kể của y, Anthony là người "cuốn hút lạ lùng" và là nạn nhân đầu tiên y vĩnh viễn giữ lại một phần cơ thể. Đầu và dương vật của anh được ngâm trong aceton và được cất giữ trong tủ đồ làm việc tại nhà máy.
Ngày 23 tháng 5, Jeffrey nhận mức phạt 5 năm tù treo và một năm trong Nhà Cải chính với chế độ được thả trong giờ làm nhằm giữ công ăn việc làm cho y. Đồng thời, Jeffrey phải ký vào một văn bản, ghi nhận rằng y là một kẻ tấn công tình dục.
Y được thả sớm 2 tháng so với quy định (chế độ tù treo 5 năm của y cũng được áp dụng tại thời điểm này). Sau khi được thả, Jeffrey đến ở tạm nhà bà. Tháng 5 năm 1990, y chuyển tới sống tại Khu chung cư Oxford trên phố North 25th thành phố Milwaukee. Mặc dù sống trong một khu vực với tỉ lệ tội phạm cao, nơi này rất gần với chỗ làm của y, lại được trang bị đồ đạc đầy đủ và hơn nữa tiền cho thuê cũng tiết kiệm, chỉ 300 đô-la mỗi tháng không tính tiền điện.

## Cuộc sống tại phố North 25th, các án mạng từ 1990-1991

### Các vụ án năm 1990
Raymond Smith
Ngày 14 tháng 5 năm 1990, Jeffrey chuyển đến sống tại Khu chung cư Oxford 924, căn hộ số 213. Y mang theo cả đầu và dương vật của Anthony đến ngôi nhà mới. Chưa đầy một tuần sau, y giết thêm nạn nhân thứ sáu, Raymond Smith. Raymond là một tên trai bao mà Jeffrey đã trả 50 đô-la để làm tình với y. Tại căn hộ mới, y đưa Raymond đồ uống với 7 viên thuốc an thần, sau khi nạn nhân bất tỉnh, y thắt cổ anh tới chết.
Hôm sau, Jeffrey mua một chiếc máy ảnh chụp lấy ngay, chụp lại cơ thể Raymond trong các tư thế gợi tình. Y chặt xác nạn nhân trong bồn tắm, sau đó đun chân, tay và xương chậu của Raymond trong một cái ấm thép cùng Soilex giúp y chừa lại được phần xương trong bồn rửa. Ngoài hộp sọ, phần xương còn lại được Jeffrey ngâm trong axit. Y xịt sơn lên chiếc sọ của Raymond, đặt chung với sọ của Anthony trong một cái tủ đựng tài liệu bằng kim loại.
Khoảng một tuần sau, trong khoảng hoặc vào ngày 27 tháng 5, Jeffrey dụ một cậu trai trẻ khác về nhà. May mắn thay cho cậu, Jeffrey uống phải cốc chứa thuốc ngủ. Hôm sau tỉnh dậy, Jeffrey phát hiện mình đã bị mất vài bộ quần áo, 300 đô-la và một chiếc đồng hồ đeo tay. Để tránh bị khám nhà, Jeffrey không báo cảnh sát mặc dù vào ngày 29, y úp mở với viên quản chế của mình rằng y đã bị cướp.
Edward Smith
Vào tháng 6 năm 1990, Jeffrey dụ người bạn y quen, Edward Smith, đến căn hộ. Sau khi giết và xẻ xác Edward, thay vì nhúng xương nạn nhân vào axit hay hầm bằng thuốc tẩy khiến cấu trúc của xương trở nên vụn, y đặt xương anh vào tủ lạnh để loại bỏ ẩm. Làm đông cứng bộ xương không thể khiến nó khô và bộ xương đã bị bào mòn nhiều tháng sau đó. Jeffrey đặt chúng vào lò nướng, khiến cái hộp sọ bị nổ tung. Sau này, y kể với cảnh sát rằng y đã cảm thấy "thối tha" vì đã không thể giữ lại được phần cơ thể nào của Edward.
Đó là cách để tôi có thể nhớ về vẻ đẹp của họ, vẻ đẹp thể chất của họ. Tôi muốn giữ... nếu tôi không thể giữ cả cơ thể, ít nhất tôi cũng phải giữ được bộ xương của họ.— Jeffrey L. Dahmer

Ernest Miller
Chưa đến ba tháng sau cái chết của Smith, Jeffrey bắt gặp Ernest, 22 tuổi, người bản địa Chicago trên phố North 27th. Y đưa 50 đô-la cho Ernest bảo anh cùng về nhà với mình. Tại căn hộ 213, Ernest cho phép Jeffrey nghe tim và bụng mình. Khi y có ý định quan hệ bằng miệng với Ernest, anh ngăn y lại, nói rằng "Nó sẽ tốn anh một khoản nữa đấy". Jeffrey sau đó mời Ernest thức uống chỉ với hai viên thuốc an thần.
Lần này, Jeffrey chỉ còn từng đó thuốc cho Ernest nên y đã kết liễu đời anh bằng cách cắt đứt động mạch cảnh bằng con dao y dùng để xẻ xác nạn nhân. Ernest mất máu đến chết sau vài phút. Jeffrey tạo dáng cái xác Ernest trong những tư thế gợi tình cho vài tấm ảnh trước khi đem vào nhà tắm để chặt xác nạn nhân. Y liên tục hôn và nói chuyện với cái đầu của Ernest trong khi xử lý phần còn lại của cái xác.
Jeffrey cất tim, cơ bắp tay và một phần thịt ở chân vào tủ lạnh để bảo quản và sử dụng. Y đun phần thịt thừa và nội tạng với Soilex cho đến khi chúng quánh lại như "một hỗn hợp thạch rau câu". Bằng cách này, Jeffrey có thể lọc sạch và giữ lại xương của Ernest. Để bảo quản xương của anh, y ngâm chúng cùng chất tẩy rửa dạng nhẹ trong vòng 24 tiếng và dùng khăn vải để thấm khô. Đầu của Ernest cũng được cất trong tủ lạnh trước khi bị lột hết thịt. Jeffrey sau đó đã sơn cái sọ và phủ bằng men.
David Thomas
Ba tuần sau, vào ngày 24 tháng 9, Jeffrey gặp nạn nhân thứ chín tại một khu thương xá. Y rủ David đến nhà để uống rượu và hứa sẽ trả 50 đô-la để y chụp hình anh. Như thường lệ, Jeffrey chuốc mê nạn nhân nhưng lần này, y không có hứng thú với David nhưng lại không muốn để anh ta đi vì sợ David sẽ tức giận khi biết mình bị tẩm thuốc. Jeffrey xẻ xác anh, chụp lại quá trình này và thủ tiêu hoàn toàn di hài của David.
Suốt 5 tháng sau đó, Jeffrey không ra tay với ai vì trong thời gian từ tháng 10 năm 1990 đến tháng 2 năm sau, y không thể dụ được nạn nhân nào về căn hộ của mình. Theo một viên quản chế của Jeffrey, y bị rối loạn lo âu và mắc chứng trầm cảm trong thời kỳ 1990. Jeffrey lo lắng về giới tính của y, phàn nàn về lối sống đơn độc và những khó khăn về tài chính. Từng có thời điểm y mang trong đầu những ý định về việc tự tử.

### Những vụ án năm 1991
Curtis Straughter
Tháng 2 năm 1991, Jeffrey quan sát cậu sinh viên Curtis Straugher đứng tại một trạm xe buýt gần trường Đại học Marquette. Y tiếp cận Curtis bằng cách trả cậu 50 đô-la để chụp ảnh khoả thân và quan hệ tình dục. Tại căn hộ của Jeffrey, y đánh thuốc mê Curtis, siết cổ anh bằng một chiếc đai lưng. Như những lần trước, Jeffrey giữ đầu, tay và dương vật của cậu, đặt vào chiếc bồn rửa bát sau khi đã chụp lại quá trình chặt xác Curtis.
Errol Lindsey
Chưa đầy hai tháng sau, Jeffrey gặp Errol, một người dị tính vào ngày 7 tháng 7 khi anh đang đi đánh chìa khoá. Jeffrey đưa Errol đến nhà, chuốc thuốc rồi khoan một lỗ vào sọ, đổ axit clohydric vào. Theo như Jeffrey, y thực hiện thí nghiệm này nhằm mục đích tạo ra một trạng thái ngoan ngoãn, không chống cự cửa bạn tình. Errol tỉnh dậy sau thí nghiệm này của y, nói rằng "Tôi đau đầu quá. Mấy giờ rồi vậy?". Đáp lại điều này, Jeffrey tẩm thuốc Errol, chặt xác anh thành nhiều mảnh và giữ lại hộp sọ. Y lột da Errol, ngâm vào nước muối lạnh trong vài tuần để với ý định giữ vĩnh viễn bộ da anh. Jeffrey tiêu huỷ phần da khi thấy chúng bắt đầu bị xơ và nhăn.
Người dân sống cùng Jeffrey bắt đầu liên tục than phiền với Sopa Princewill, quản lý khu chung cư về những mùi hôi thối bốc ra từ căn hộ 213. Đồng thời là tiếng đồ vật rơi loảng xoảng và thi thoảng là tiếng của cưa máy. Vài lần Sopa đã nói chuyện với Jeffrey về vấn đề này, Jeffrey lấy cớ rằng chiếc tủ lạnh của y bị hỏng khiến cho thịt trong tủ lạnh bị "ôi". Lần khác, y biện cớ mấy con cá nhiệt đới của y bị chết khiến căn hộ trở nên nặng mùi.
Tony Hughes
Ngày 23 tháng 5, Jeffrey dẫn Tony về nhà. Tuy nhiên, lần này thay vì chặt xác Tony ngay, y để cái xác nằm trên sàn nhà phòng ngủ đến hơn ba ngày sau đó.
Konerak Sinthasomphone
Rạng sáng ngày 27 tháng 5, một thiếu nữ trẻ 17 tuổi có tên Cola Styles bắt gặp một cậu bé trần truồng đứng ngoài Khu chung cư Oxford. Thoạt nhìn, Cola tưởng cậu là thành viên một băng đảng nào đó. Người "đầy những vết cắt và không thể đứng vững", cô cũng để ý rằng có máu chảy ra từ hậu môn cậu. Đó chính là Konerak Sinthasomphone 14 tuổi mà Jeffrey bắt gặp trên Đại lộ Milwaukee chiều hôm trước đó. Tình cờ thay, cậu chính là em trai của Anouke, người mà Jefrey đã cưỡng bức vào năm 1988. Để tiếp cận nạn nhân, Jeffrey hứa sẽ trả cậu 50 đô-la để đến nhà y chụp ảnh. Tuy lưỡng lự, Konerak vẫn đồng ý theo y về nhà. Tại đây, Jeffrey chụp hai tấm ảnh Konerak mặc quần lót cạnh chiếc bể cá và trên chiếc ghế sofa. Y tẩm thuốc và quan hệ tình dục qua miệng với cậu.
Lần này, Jeffrey khoan một chiếc lỗ đơn vào sọ Konerak, tiêm axit clohydric vào thuỳ trán của cậu. Khi thuốc ngủ hết tác dụng, Konerak tỉnh lại. Trước khi bị ngất lần nữa, Jeffrey dẫn cậu vào phòng ngủ. Theo lời khai báo với cảnh sát, y "tin [rằng Konerak] đã thấy cái xác [của Tony]" song lại không phản ứng gì có lẽ bởi tác dụng của thuốc mê và lượng axit y tiêm vào đầu cậu bé. Jeffrey sau đó nằm trên giường, uống vài lon bia cạnh Konerak trước khi đi đến một quán bar dưới phố và mua thêm nhiều rượu.
Sáng hôm sau, Konerak trốn thoát, cậu gặp Cola và tuy không thể nói, Cola hiểu cậu cần giúp đỡ và gọi cảnh sát. Cùng lúc, Jeffrey về. Để ý thấy y kéo tay cậu bé toan lôi đi, Cola ngăn lại, nói với y rằng lực lượng hỗ trợ đang trên đường. Jeffrey giải thích John Hmung (cái tên y dùng để gọi Konerak) là bạn của mình. Cola liên tục ngăn Jeffrey dẫn Konerak về căn hộ vì để ý thấy cậu bé liên tục chống cự khi bị lôi đi.
Ít phút sau, hai viên cảnh sát John Balcerzak và Joseph Gabrish tới nơi. Jeffrey bình tĩnh giải trình với họ rằng Konerak là người bạn trai 19 tuổi của y và cậu đã hơi quá chén sau khi cả hai cãi nhau. Khi Cola xen vào để giải thích rằng Konerak liên tục chống cự Jeffrey, bị thương và Jeffrey luôn gọi cậu bằng một cái tên khác, cảnh sát đe doạ cô, kêu cô "câm mồm", "lượn đi" và để can thiệp, nói rằng đây chỉ là "lục đục".
Mặc sự phản đối của Cola, viên cảnh sát chỉ quấn một chiếc khăn quanh người Konerak, dẫn cậu theo Jeffrey về căn hộ. Tại đây, Jeffrey cho họ xem hai tấm hình y chụp Konerak tối hôm trước, lừa cảnh sát rằng họ thực sự là người tình. Trong bản báo cáo sau đó, cảnh sát viết rằng anh có ngửi thấy một mùi lạ giống như phân trong căn hộ (mùi này bốc ra từ xác chết đang phân huỷ của Tony). Để điều tra, anh ta chỉ đơn giản ngó đầu vào phòng ngủ rồi ra về. Cảnh sát rời đi, căn dặn Jeffrey hãy "chăm sóc tốt" Konerak.
Nếu John và Joseph điều tra lý lịch của Jeffrey, họ sẽ phát hiện ra rằng y là một kẻ lạm dụng tình dục trẻ em và đang trong chế độ tù treo. Sau khi cảnh sát đi, Jeffrey tiêm thêm axit vào đầu Konerak. Lần này, cậu tử vong. Hôm sau, Jeffrey nghỉ làm để thủ tiêu xác của Konerak và Tony, sọ của cả hai đều được giữ lại.
Matt Turner
Ngày 30 tháng 6 năm 1991, Jeffrey đi đến Chicago. Y gặp Matt Turner, 20 tuổi tại trạm xe buýt. Matt chấp nhận lời đề nghị của Jeffrey, đến Milwaukee cho một buổi chụp ảnh chuyên nghiệp. Tại căn hộ 213, Jeffrey chuốc thuốc, siết cổ và thủ tiêu xác của Matt. Y đặt đầu và nội tạng gói trong những chiếc túi bóng khác nhau vào tủ lạnh. Matt không được thông báo mất tích.
Jeremiah Weinberger
Năm ngày sau, Jeffrey gặp Jeremiah từ một quán bar ở Chicago. Jeremiah chấp nhận lời đề nghị sống cùng Jeffrey trong ngày cuối tuần. Anh bị tẩm thuốc và bị Jeffrey hai lần bơm nước sôi vào đầu. Jeremiah rơi vào hôn mê và tử vong hai ngày sau đó.
Oliver Lacy
Ngày 14 tháng 7, Jeffrey gặp Oliver 24 tuổi tại một góc phố. Như cách y tiếp cận các nạn nhân trước, cả hai về nhà và có những hành động tình dục ngập ngừng trước khi y chuốc mê Oliver. Lần này, Jeffrey muốn kéo dài thời gian bên Oliver khi anh còn sống. Sau khi chuốc mê Oliver bằng clorofom thất bại, y gọi điện đến nhà máy để xin nghỉ. Mặc dù được cho phép, hôm sau, y bị đình chỉ làm.
Siết cổ Oliver xong xuôi, Jeffrey làm tình với cái xác. Y cất đầu và tim anh trong tủ lạnh còn xương trong tủ đông.
Joseph Bradehoft
Bốn ngày sau, nhà máy thông báo Jeffrey bị đuổi việc. Nhận được tin, y mời Joseph Bradehoft, 25 tuổi, đến nhà. Y siết cổ Joseph, đặt anh nằm trên giường và trùm chăn lên. Hai ngày sau, y giở chăn ra thì thấy đầu Joseph phủ đầy giòi. Jeffrey chặt xác anh, rửa chiếc đầu và cất trong tủ lạnh. Phần thân của Joseph bị thủ tiêu trong chiếc thùng axit chứa cơ thể của hai nạn nhân y giết từ tháng trước.

## Bắt giữ

### Nạn nhân thứ hai trốn thoát
Ngày 22 tháng 7 năm 1991, Jeffrey tiếp cận ba người đàn ông, đề nghị đến nhà y chụp ảnh khoả thân và uống bia để đổi lấy 100 đô-la. Một trong số họ, Tracy Edwards, 32 tuổi, chấp nhận lời đề nghị này. Bước vào căn hộ của y, Tracy ngửi thấy mùi hôi thối và vài thùng axit nằm trên sàn nhà mà Jeffrey bảo rằng y dùng nó để rửa gạch. Nghe theo Jeffrey, Tracy quay lại nhìn chiếc bể cá. y sau đó đã còng một tay Tracy lại, khi anh quay lại hỏi "Chuyện gì đang xảy ra vậy?", Jeffrey trượt mất cổ tay kia nên không thể còng cả hai tay Tracy vào được. Y sau đó đã bảo anh vào phòng ngủ để chụp ảnh. Tại đây, Tracy thấy có những tấm áp phích đàn ông loã thể trong phòng và một cuốn băng cassette của bộ phim Quỷ Ám 3 đang chạy trên TV, ở góc phòng là một chiếc thùng phuy 215 lít (57 gallon) toả ra mùi hôi thối nồng nặc.
Jeffrey sau đó đã thủ sẵn một con dao, yêu cầu Tracy chụp ảnh khoả thân. Để thoả lòng Jeffrey, anh cởi cúc áo, cho phép y làm vậy nếu y bỏ dao ra. Đáp lại Tracy, Jeffrey quay đầu ra hướng chiếc TV, đu đưa và tụng một thần chú gì đó trước khi hướng sự chú y quay lại phía anh. Y áp tai vào ngực Tracy, nghe nhịp tim anh và ấn dao vào ngực con mồi, nói y sẽ ăn tim Tracy.
Tracy cố gắng không để Jeffrey tấn công mình bằng cách lặp đi lặp lại rằng anh là bạn y và anh sẽ không bao giờ bỏ y. Tracy quyết định sẽ nhảy từ cửa sổ hoặc chạy thoát qua cửa chính không khoá khi thời cơ đến. Khi anh hỏi để dùng nhà vệ sinh, Tracy đề nghị cả hai cùng ngồi ở phòng khách uống bia vì ở đó có điều hoà, Jeffrey đồng ý. Lợi dụng sự sơ hở của kẻ thù, Tracy xin phép sử dụng nhà vệ sinh một lần nữa, thấy Jeffrey không giữ chiếc còng tay, Tracy đấm y khiến y chao đảo, anh thoát qua cửa chính. Trong suốt thời gian Tracy ở cùng y, Jeffrey đã để lộ một chiếc đầu trong tủ đông và một bàn tay trong kệ tài liệu.

### Bắt giữ
Tracy chạy xuống phố lúc 11 giờ rưỡi đêm ngày 22 tháng 7. Tại góc phố North 25th, anh bắt gặp một chiếc xe cảnh sát đang đi tuần. Hai viên cảnh sát Robert Rauth và Rolf Mueller thấy có một chiếc còng lủng lẳng trên cổ tay anh. Tracy giải thích rằng một tên "bệnh hoạn" đã còng tay anh và yêu cầu cảnh sát mở khoá nó. Tuy nhiên, loại còng mà Jeffrey sử dụng không thể mở bằng chìa khoá của cảnh sát. Tracy đồng ý cùng họ đến căn hộ của Jeffrey, nơi anh đã ở suốt 5 tiếng trước khi chạy thoát.
Đến căn hộ 213, Jeffrey mời cả ba vào trong và thừa nhận mình đã còng tay Tracy mặc dù không giải thích tại sao. Đến đây, Tracy tiết lộ với cảnh sát rằng y đã vung một con dao lớn trước mặt anh trong phòng ngủ. Jeffrey bảo Mueller rằng chìa khoá nằm trong cái ngăn kéo cạnh giường của y. Khi Mueller tiến vào phòng ngủ, Jeffrey định vượt anh để lấy chìa khoá thì bị viên cảnh sát thứ hai ngăn lại.
Trong phòng ngủ, Mueller thấy một con dao lớn dưới gầm giường. Đồng thời, anh thấy một chiếc ngăn kéo để mở, bên trong là một xấp ảnh chụp cơ thể người bị chặt thành nhiều mảnh. Để ý cách bài trí và nội thất trong các bức hình trùng khớp với căn phòng mà họ đứng, Mueller mang những tấm ảnh này đến Rauth, thốt lên: "Này là thật rồi".
Thấy Mueller cầm xấp ảnh, Jeffrey chống cự hòng tránh bị bắt giữ. Hai viên cảnh sát nhanh chóng chế ngự y, đồng thời gọi thêm một chiếc xe khác đến hiện trường. Nghe theo chỉ dẫn của Tracy, Mueller mở cánh tủ lạnh thì nhìn thấy một cái đầu nằm ở kệ dưới cùng, "mắt và miệng mở to như thấy một điều gì đó bất ngờ". Jeffrey nằm dí dưới sàn ngẩng đầu lên, thều thào: "Với những gì tôi đã làm, tôi nên chết". Y bị bắt đến đồn cảnh sát Milwaukee để tra khảo. Ngay tức khắc, phóng viên tập trung trước Khu chung cư Oxford và tin tức về kẻ sát nhân hàng loạt Jeffrey Dahmer phủ sóng toàn cầu sáng hôm sau.

## Tang vật tại căn hộ 213

Dụng cụ Jeffrey dùng để xẻ và chặt xác các nạn nhân.

Tiến hành thăm khám chi tiết căn hộ, cảnh sát tìm thấy bốn chiếc đầu người trong bếp. Bảy cái sọ hoặc được sơn hoặc được tẩy trắng được tìm thấy trong phòng ngủ và tủ quần áo của y. Đồng thời, cảnh sát tìm thấy một cái khay hứng máu ở kệ đáy tủ lạnh, hai quả tim và một phần cơ tay người được bọc trong túi bóng. Trong chiếc tủ đông là cả một cái thân người đang bị róc thịt cộng thêm những túi bóng đựng nội tạng và thịt người dính vào đá ở dưới đáy.

Chiếc thùng phuy xanh chứa axit mà Jeffrey dùng để thủ tiêu xác nạn nhân.

Đâu đó trong căn hộ 213, cảnh sát còn tìm thấy hai bộ xương người hoàn chỉnh, một đôi bàn tay, hai chiếc dương vật bị chặt lìa và bảo quản. Một mảng da đầu được ướp. Trong góc phòng ngủ của y còn có một chiếc thùng phuy 215 lít chứa phần thân của ba nạn nhân đang phân huỷ trong axit. Tổng cộng 74 tấm hình chi tiết về quá trình chặt xác được tìm thấy. Đề cập đến vấn đề khôi phục các tang chứng từ căn hộ 213, nhân viên giám định pháp y nói rằng "Đây như thể đang khám phá bảo tàng của một ai đó hơn là hiện trường một vụ án mạng".

## Lời thú tội, bản cáo trạng tội ác và phiên toà của Jeffrey

### Thú tội

Jeffrey tại Sở cảnh sát Milwaukee.

Rạng sáng ngày 23 tháng 7 năm 1991, thám tử Partrick Kenedy phỏng vấn Jeffrey về những vụ giết người y gây ra và tang chứng tại căn hộ 213. Trong suốt hơn hai tuần sau đó, thám tử Patrick Kenedy và Patrick Murphy đã thực hiện tổng cộng hơn 60 tiếng đồng hồ phỏng vấn Jeffrey. Y từ chối quyền có luật sư trong suốt quá trình khai cung, nói rằng "Tôi đã tạo ra thứ kinh khủng này và đây là cách duy nhất để chấm dứt nó". Y thừa nhận đã giết 16 người ở Wisconsin trong khoảng thời gian từ năm 1987 đến 1991 và án mạng của Steven Hicks ở Ohio năm 1978.
Phần lớn nạn nhân của Jeffrey đều đã bị bất tỉnh trước khi bị giết. Một vài tử vong do bị tiêm axit hoặc nước sôi vào não. Vì không có kí ức gì về vụ án của Steven Tuomi, Jeffrey không thể chắc rằng liệu anh đã bị bất tỉnh trước khi bị giết hay chưa. Y thừa nhận rằng y giết Steven khi thấy bộ ngực trần của anh trong hơi men, khiến y đã cố để phanh nó ra nhưng không thành. Hầu hết các vụ án y gây ra tại Khu chung cư Oxford đều theo một trình tự nhất định bao gồm tạo dáng và chụp ảnh các xác chết trong các tư thế gợi tình trước khi bị chặt thành nhiều khúc.
Jeffrey thừa nhận đã dính dáng đến ái tử thi trong một số vụ như việc thực hiện những hành vi dâm dục với nội tạng của nạn nhân khi cưa xác họ trong bồn tắm. Để ý thấy máu tụ nhiều vào ngực nạn nhân sau khi chết, Jeffrey bỏ nội tạng ra trước, sau đó treo ngược cái xác lên để máu chảy vào bồn tắm, những phần nội tạng y không giữ đều được xắt thành từng miếng nhỏ. Jeffrey sau đó róc thịt khỏi xương, giữ lại một số phần xương y thích và phần còn lại sẽ bị nghiền vụn hoặc phân huỷ bằng axit, y còn sử dụng Soilex và thuốc tẩy để tẩy trắng xương và hộp sọ mà y muốn giữ. Jeffrey cũng khai rằng y đã ăn tim, gan, thịt tay và thịt đùi của vài nạn nhân y giết năm trước đó.
Khi nói về tần suất giết người gia tăng của Jeffrey trong hai tháng trước khi bị bắt, y nói rằng mình đã bị "cuốn theo" sự cuồng sát. "Đó là một khát vọng vô biên để được ở ai đó bằng bất cứ giá nào. Khi gặp một ai đó thật đẹp, họ cứ quanh quẩn trong đầu tôi suốt cả ngày". Khi được hỏi tại sao y giữ đến bảy chiếc hộp sọ trong nhà, Jeffrey trả lời rằng y đang trong quá trình dựng lên một chiếc bàn thờ:
Ở trên một chiếc bàn màu đen là hộp sọ của 13 nạn nhân. Bốn cái đầu trong tủ lạnh sẽ được róc hết thịt và một hộp sọ sẽ đến từ nạn nhân tiếp theo. Ở hai bên là hai bộ xương của Ernest và Oliver. Ở hai phía của cái bàn là hai cây hương, bên trên là một chiếc đèn ngủ với ánh sáng xanh. Cái bàn thờ sẽ được đặt trước cửa sổ với rèm đen và Jeffrey sẽ ngồi phía trước trên một chiếc ghế da. Ngày 18 tháng 11, khi được hỏi chiếc bàn thờ này dành cho ai, y trả lời rằng: "Cho tôi...Đó là nơi giúp bản thân cảm thấy mình đang ở nhà", sau này, y miêu tả chiếc bàn thờ là "một nơi để thiền" mà y tin rằng mình sẽ cảm nhận được sự quyền lực. Y nói: "Nếu cảnh sát bắt tôi sáu tháng sau đó, đây sẽ là thứ mà họ tìm được".

### Tuyên án
Cáo tội
Ngày 25 tháng 7 năm 1991, Jeffrey bị buộc tội giết người cấp độ một cho bốn vụ án mạng. Ngày 22 tháng 8, con số này tăng lên là 15. Ngày 14 tháng 9, điều tra viên tại Ohio đã tìm thấy hàng trăm mảnh xương bao gồm hai chiếc răng hàm và một đốt xương sống trùng khớp với hồ sơ X-quang của Steven Hicks. Ba ngày sau, chính quyền bang Ohio buộc tội y với vụ án mạng này.
Jeffrey không bị buộc tội cố ý tấn công Tracy hay vụ án mạng của Steven Tuomi. Y không bị buộc tội đã giết Steven vì luật sư Hạt Milwaukee chỉ có thể buộc tội khi một vụ án được chứng minh với lý do hợp lí. Jeffrey không hề nhớ y đã giết Steven cộng thêm việc các bằng chứng vật chất không được tìm thấy. Tại phiên điều trần sơ bộ ngày 13 tháng 1 năm 1992, Jeffrey biện hộ rằng y có tội và có vấn đề về thần kinh.
Quá trình xét xử
Phiên toà của Jeffrey bắt đầu ngày 30 tháng 1 tại Milwaukee. Ba tuần sau đó, phiên toà kết thúc, Jeffrey đã được chứng minh rằng y hoàn toàn tỉnh táo về mặt pháp lý và bị kết tội với 15 vụ giết người tại đây. Y bị tuyên án tù chung thân (hình thức tử hình đã bị bãi bỏ tại Wisconsin). Jeffrey sau đó bị giam giữ tại Trại cải tạo Columbia ở Portage, Wisconsin. Ba tháng sau, y được đưa đến Ohio để tham dự phiên toà của Steven Hicks và bị kết tội với bản án thứ 16 vào ngày 1 tháng 5 năm 1992 tại đây.

## Cuộc sống trong tù

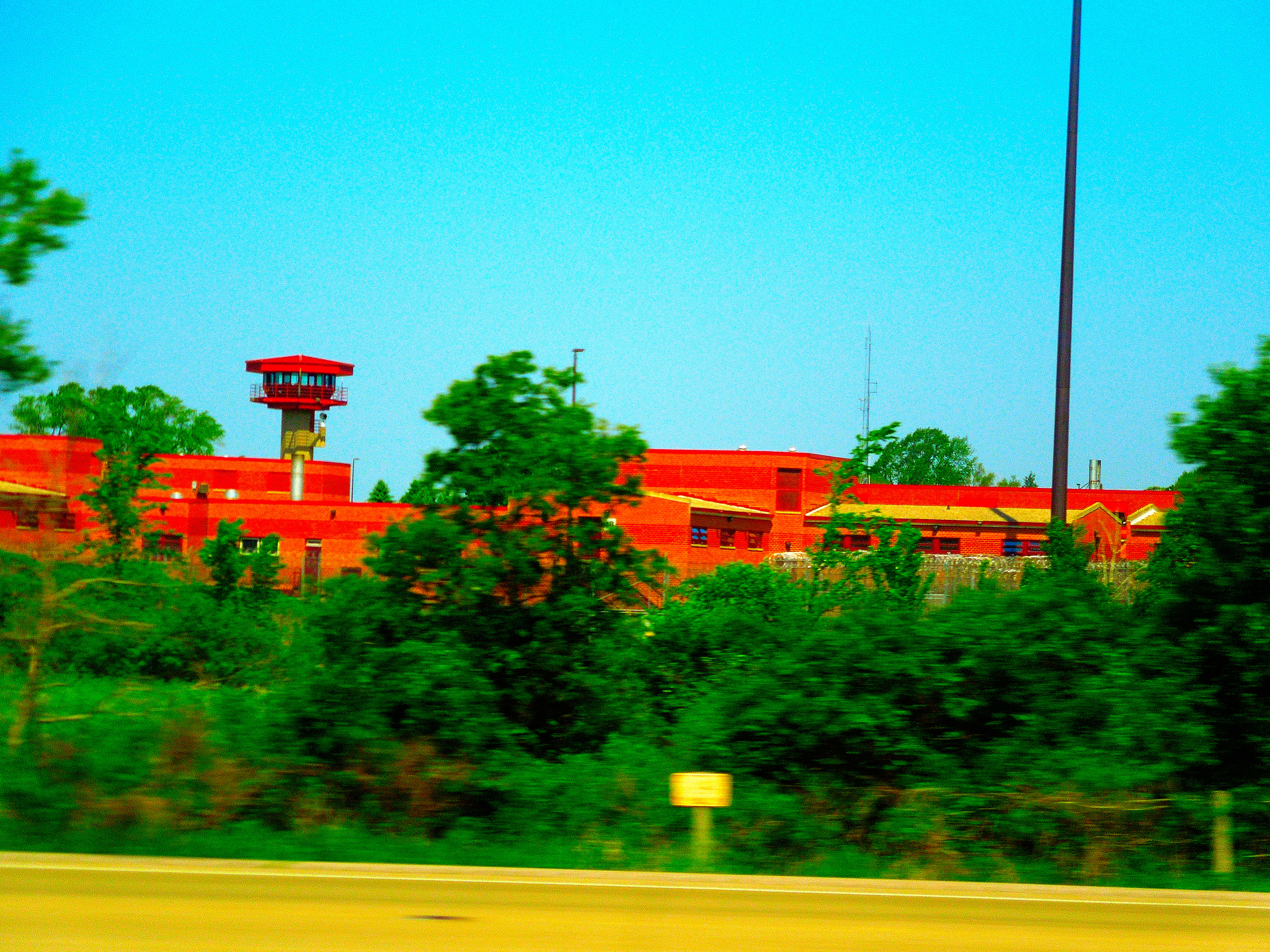
Trại cải tạo Columbia, nơi Jeffrey thụ án cho đến khi qua đời ngày 28 tháng 11 năm 1994.

Trong năm đầu tiên tại đây, Jeffrey bị biệt giam vì những lo ngại trước những rủi ro về thể chất y sẽ phải đối mặt. Một năm sau, được sự đồng ý, y được chuyển đến nhà giam cùng với những tù nhân khác. Tại đây, Jeffrey đã theo đạo Thiên chúa, đọc Kinh thánh và làm lễ rửa tội. Trong suốt quá trình thụ án, y được mời đến các cuộc phỏng vấn khác nhau, thậm chí còn có cả những người hâm mộ viết thư, gửi tiền hay những chàng trai sẵn sàng gửi những tấm hình của chính họ cho Jeffrey. Y chưa từng hồi đáp bất cứ bức thư nào.
Tháng 7 năm 1994, một phạm nhân có tên Osvaldo Durruthy đã cứa cổ Jeffrey bằng một lưỡi dao cạo gắn trên một chiếc bàn chải đánh răng khiến y bị thương nhẹ. Theo gia đình y, Jeffrey từ lâu đã sẵn sàng để chết. Mẹ y, bà Joyce nhớ lại trong một cuộc điện thoại, khi nói về sức khoẻ của con, Jeffrey trả lời rằng: "Mẹ, con chẳng quan tâm cái gì sẽ đến với con đâu. Chẳng còn gì quan trọng nữa".

### Cái chết
Sáng ngày 28 tháng 11 năm 1994, Jeffrey cùng hai phạm nhân khác: Jesse Anderson và Christopher Scarver được giao nhiệm vụ lau dọn khu vực phòng tập của nhà tù. Khi không có sự giám sát, Christopher đã lấy một thanh cầm sắt của quả tạ dài 51 cm (20-in), đánh Jeffrey và Jesse. Khoảng 20 phút sau, nhân viên nhà tù phát hiện Jeffrey và Jesse trên sàn nhà với những chấn thương đầu và mặt nghiêm trọng. Tuy còn sống, Jeffrey được tuyên bố tử vong một tiếng sau đó còn Jesse qua đời hai ngày sau. Sau này Christopher kể lại, Jeffrey không hề la hét hay chống cự khi bị đánh. Y nói rằng y giết Jeffrey và Jesse vì cả hai đã cười cợt và trêu chọc y trước khi họ tách ra và bắt đầu công việc lau dọn. Trước cái chết của con trai, bà Joyce giận dữ phản hồi với truyền thông: "Giờ các người vui rồi chứ? Con trai tôi đã bị đánh tới chết, mấy người hài lòng cả chưa?". Hầu hết các gia đình nạn nhân đều hài lòng trước cái chết của Jeffrey, một vài người trong số họ vẫn bày tỏ sự thương tiếc.
Theo di nguyện của Jeffrey, y được hoả táng và tro cốt được chia cho gia đình Dahmer.

## Danh sách những nạn nhân đã chết

### Năm 1978
• Ngày 18 tháng 6: Steven Mark Hicks, 18 tuổi. Lần cuối cùng được nhìn thấy khi đang quá giang để đến một buổi hoà nhạc rock tại Công viên Chippewa Lake ở Bath, Ohio.

### Năm 1987
• Ngày 20 tháng 11: Steven Walter Tuomi, 25 tuổi. Bị giết tại Khách sạn Ambassador. Tuy Jeffrey không có ký ức gì về chuyện này, y đã chắc chắn rằng mình giết Steven trong khi say. Steven bị chặt thành nhiều mảnh tại tầng hầm của bà ngoại Jeffrey. Di hài không được tìm thấy.

### Năm 1988
• Ngày 16 tháng 1: James Edward Doxator, 14 tuổi. Lần cuối được thấy bên ngoài một quán bar cho người đồng tính tại Milwaukee. Di hài không được tìm thấy
• Ngày 24 tháng 3: Richard Gurrero, 22 tuổi. Di hài không được tìm thấy.

### Năm 1989
• Ngày 25 tháng 3: Anthony Lee Sears, 24 tuổi. Đầu và dương vật được tìm thấy trong tủ đựng tài liệu của Jeffrey tại căn hộ 213.

### Năm 1990
•Ngày 20 tháng 5: Raymond Lamont Smith (Còn được biết đến với cái tên Ricky Beeks), 32 tuổi. Raymond là nạn nhân đầu tiên bị giết tại căn hộ trên Phố North 25th. Hộp sọ Raymond được xịt sơn và giữ lại.
•Ngày 14 tháng 6: Edward Warren Smith, 27 tuổi, là bạn Jeffrey quen. Lần cuối cùng được nhìn thấy khi đang đi chơi với y. Xương của Edward đã bị tiêu huỷ bằng axit còn sọ thì bị Jeffrey vô tình phá huỷ. Di hài không được tìm thấy.
•Ngày 2 tháng 9: Ernest Marquez Miller, 22 tuổi. Ernest là một học sinh khiêu vũ mà Jeffrey gặp ngoài một hiệu sách. Theo y, Ernest có một cơ thể rất quyến rũ. Ernest tử vong khi bị đứt động mạch cảnh. Xương của anh được cất giữ ở đáy chiếc tủ đựng tài liệu trong khi tim, cơ tay và chân được cất trong tủ lạnh để sử dụng dần.
•Ngày 24 tháng 9: David Courtney Thomas, 22 tuổi. David và Jeffrey gặp nhau tại một khi thương xá. Sau khi chuốc mê David, Jeffrey thấy đây không phải "gu của tôi" nên đã siết cổ y và chụp lại quá trình chặt xác. Di hài không được tìm thấy.

### Năm 1991
•Ngày 18 tháng 2: Curtis Durrell Straughter, 17 tuổi. Lần cuối được thấy khi đang đợi xe buýt gần Đại học Marquette. Tại căn hộ 213, Curtis bị chuốc mê, còng tay và bị siết cổ trước khi bị chặt thành nhiều mảnh trong bồn tắm. Đầu, dương vật và tay được tìm thấy.
•Ngày 7 tháng 7: Errol Lindsey, 19 tuổi. Errol là nạn nhân đầu tiên bị thử nghiệm "thuật khoan sọ" của Jeffrey. Mặc dù bị tiêm axit vào thuỳ trán trong não, Errol vẫn tỉnh lại và một lần nữa bị Jeffrey chuốc mê bằng đồ uống pha thuốc ngủ, sau đó là bị siết cổ đến chết. Jeffrey lột da Errol và giữ nó trong vài tuần. Hộp sọ của Errol được tìm thấy.
•Ngày 24 tháng 5: Tony Anthony Hughes, 31 tuổi, là người câm-điếc. Vì bị điếc, Tony và Jeffrey giao tiếp qua những mảnh giấy. Jeffrey siết cổ anh và để lại cái xác nằm trên sàn phòng ngủ ba ngày sau đó. Hộp sọ được giữ lại và được nhận dạng bằng hồ sơ nha khoa.
•Ngày 27 tháng 5: Konerak Sinthasomphone, 14 tuổi. Konerak là em trai của Anouke Sinthasomphone và Jeffrey đã hãm hiếp năm 1988. Konerak bị tiêm axit vào não và bị chuốc mê. Cậu đã trốn thoát và tìm được sự giúp đỡ. Không may thay, cậu bị cảnh sát đưa trở về căn hộ của Jeffrey, và bị tiêm thêm axit vào đầu khiến Konerak tử vong. Đầu cậu được tìm thấy trong tủ lạnh.
•Ngày 30 tháng 6: Matt Cleveland Turner, 20 tuổi. Jeffrey bắt gặp anh tại lễ diễu hành cho Tháng Tự hào ở Chicago. Đầu và nội tạng của Matt được cất giữ trong tủ lạnh.
•Ngày 5 tháng 7: Jeremiah B. Weinberger, 23 tuổi. Jeffrey gặp Jeremiah trong một quán ba tại Chicago. Di hài của Jeremiah được tìm thấy trong chiếc thùng phuy xanh chứa axit của Jeffrey.
•Ngày 15 tháng 7: Oliver Joseph Lacy, 24 tuổi. Đầu và tim được tìm thấy.
•Ngày 19 tháng 7: Joseph Arthur Bradehoft, 25 tuổi. Joseph là nạn nhân cuối cùng của Jeffrey. Joseph là người cha của ba đứa con từ Minnesota đến Milwaukee để kiếm việc làm. Đầu và thân được tìm thấy.